# 1Live Talk mit Frau Heinrich
Der 1Live Talk mit Frau Heinrich ist eine 2011 und 2012 produzierte, wöchentliche Talkshow auf dem ARD-Digitalkanal Einsfestival. Produziert wurde die Sendung im Auftrag des WDR. Moderiert wurde die Sendung von der Radio- und Fernsehmoderatorin Sabine Heinrich.
Am 17. März 2013 gab Sabine Heinrich im DWDL-Interview bekannt, dass die Sendung sich für unbestimmte Zeit in der Winterpause befindet.

## Aufbau der Sendung
Nach den Ansagen der einzelnen Gäste beginnt der Talk, wobei nicht nur Sabine Heinrich Fragen stellt, sondern auch die anderen Gäste. Abgerundet wird die Sendung von Comedyauftritten oder musikalischen Beiträgen. In Staffel 1 hatte Tony Mono mit seinen Wettervorhersong eine feste Rubrik in der Sendung. Ab Staffel 2 findet am Ende der Sendung der Cookie-Contest statt, in dem die Gäste versuchen einen Keks von ihrer Stirn in den Mund zu bekommen, ohne ihre Hände zu benutzen. Zusätzlich gibt es Einspieler von Interviews mit nationalen und internationalen Prominenten und Befragungen von Prominenten zu bestimmten Themen. Einige Sendungen behandeln auch ein ganz bestimmtes Thema, beispielsweise Fußball.

## Moderator und Reporter
| Name                 | Aufgabe                 |
| -------------------- | ----------------------- |
| Sabine Heinrich      | Moderatorin, Reporterin |
| Oliver Plöger        | Reporter                |
| David Werker         | Reporter                |
| Jan-Christian Zeller | Reporter                |
| Andreas Bursche      | Reporter                |

## Episoden
Staffel 1
| Folge | Ausstrahlung | Gäste | Auftritte                                     | Sonstiges                                                                        |
| ----- | ------------ | --- | --------------------------------------------- | -------------------------------------------------------------------------------- |
| 1     | 13.09.2011   | Suzie Kerstgens (Klee), Johannes Strate (Revolverheld) und Oliver Wnuk                                           | Tony Mono                                     | Pilotfolge, Thadeusz’ Talk-Tipp                                                  |
| 2     | 20.09.2011   | Thees Uhlmann, Andreas Bourani und Aline Westphal (Luftgitarren-Weltmeisterin)                                   | Andreas Bourani feat Tony Mono, Tony Mono     | Charlotte Roche im Radiointerview, Clueso und Frau Heinrich, Thadeusz’ Talk-Tipp |
| 3     | 27.09.2011   | Teddy (Teddys Show), Jini Meyer (Luxuslärm) und Valentin Thurn (Filmemacher)                                     | Luxuslärm feat Tony Mono, Tony Mono           | Interview mit Matthias Schweighöfer, Thadeusz’ Talk-Tipp                         |
| 4     | 04.10.2011   | Anke Engelke, Mario Galla (Model) und Alexa Karolinski (Filmemacherin)                                           | Tony Mono feat Anke Engelke                   | Musikquiz, Interview mit Rick Kavanian                                           |
| 5     | 11.10.2011   | Florian Cieslik (Poetry Slammer), Arnd Zeigler und Boy                                                           | Boy feat Tony Mono, Tony Mono                 | Pic-Blick mit Foster the People, Interview mit Udo Lindenberg                    |
| 6     | 18.10.2011   | Flo Mega, Ralph Ruthe und Sammy Amara (Broilers)                                                                 | Flo Mega feat Tony Mono, Tony Mono            | Interview mit H. P. Baxxter (Scooter)                                            |
| 7     | 25.10.2011   | The BossHoss, Markus Barth und Torsten Körner                                                                    | Tony Mono feat The BossHoss                   | Pic-Blick mit The Pierces (Band), Interview mit Dick Brave                       |
| 8     | 08.11.2011   | Janin Reinhardt, Alex Zwick (Auletta) und Michael Wigge                                                          | Auletta feat Tony Mono, Tony Mono             | Interview mit Michael Mittermeier                                                |
| 9     | 15.11.2011   | Florian Meimberg (Twitter Schreiber), PeterLicht und Lutz van der Horst (Jimmy Breuer)                           | Jimmy Breuer, Tony Mono feat Florian Meimberg | Talk Tipp von Anne Will, Nora Tschirner und Frau Heinrich                        |
| 10    | 22.11.2011   | Lena Meyer-Landrut, Stefanie Kloß (Silbermond), Tom Lüneburger (Sänger) und Christian Heller (Autor und Blogger) | Tony Mono feat Lena                           | Tag der Hausmusik, Rea Garvey und Frau Heinrich                                  |
| 11    | 29.11.2011   | Anika Decker, Philipp Mattheis (Journalist und Autor) und Culcha Candela                                         | Culcha Candela feat Tony Mono, Tony Mono      | Umfrage: Viel Geld finden - und dann?, Joy Denalane und Frau Heinrich            |
| 12    | 06.12.2011   | Casper, Gisbert zu Knyphausen und Judith Döker                                                                   | Tony Mono                                     | Tobi Schlegl und Frau Heinrich                                                   |
| 13    | 13.12.2011   | Samy Deluxe, Steve Blame und Stefano Levi (Filmemacher)                                                          | Samy Deluxe, Tony Mono                        | Interview mit James Morrison, Samu Haber und Frau Heinrich                       |

Staffel 2
| Folge | Ausstrahlung | Gäste | Auftritte                        | Sonstiges                                                                                             |
| ----- | ------------ | --- | -------------------------------- | --- |
| 14    | 17.04.2012   | Kaya Yanar, Philipp Walulis, Kim Sanders und Kristoffer Hünecke (Revolverheld)                               | -                                | Anfertigung eines Graphic Recording, Diskussion um Tatort-Vorspann                                    |
| 15    | 24.04.2012   | Tom Gerhardt, Maxi Gstettenbauer, Die Donots und Antje Schendel (Tatort-Reinigerin)                          | Maxi Gstettenbauer               | - |
| 16    | 08.05.2012   | Fritz Kalkbrenner, Jan Feddersen, Luke Mockridge                                                             | Luke Mockridge                   | Interview mit Kraftklub, Lost Sock Memorial Day                                                       |
| 17    | 15.05.2012   | Laserkraft 3D, Anne-Marie Flammersfeld (Extremsportlerin) und Martin Reinl                                   | Laserkraft 3D                    | Interview mit Django Django (Band), Promi-Umfrage Motivation                                          |
| 18    | 22.05.2012   | Die Atzen (Musiker), Jasmin Schwiers und John Friedmann                                                      | Jasmin Schwiers und Gregor Meyle | Promi-Umfrage Urlaubspannen, Klee singen Hommage an Donna Summer                                      |
| 19    | 29.05.2012   | Maite Kelly, MC Rene und Chima                                                                               | MC Rene, Chima                   | Interview mit Gossip                                                                                  |
| 20    | 05.06.2012   | Marcus Urban und Florian Schroeder                                                                           | Florian Schroeder                | Thema: Fußball, Torwand schießen                                                                      |
| 21    | 12.06.2012   | Carolin Kebekus, Marta Jandová, Armin Scheid (Umweltaktivist und Künstler)                                   | Marta Jandová                    | Interview mit Tenacious D, Promi-Umfrage Umweltsünden                                                 |
| 22    | 19.06.2012   | König Boris, Meltem Kaptan, Jorge Gonzalez                                                                   | Meltem Kaptan                    | Interview mit Steel Panther                                                                           |
| 23    | 26.06.2012   | Smudo, Pierre M. Krause und Moonbootica                                                                      | -                                | Miniatur Autorennen                                                                                   |
| 24    | 03.07.2012   | Ivy Quainoo, Hans Sarpei und Bettine Landgrafe (Entwicklungshelferin)                                        | Ivy Quainoo                      | Thema: Ghana                                                                                          |
| 25    | 10.07.2012   | Denyo, Angela Kotter (Verein Junge Helden), Jochen Schropp und Jan Röttger (Musiker)                         | Jan Röttger, Nabiha              | Test von Anmachsprüchen                                                                               |
| 26    | 17.07.2012   | Simon Gosejohann, Thilo Gosejohann, Dennis Oswald (Stormchaser) und Die Orsons                               | Die Orsons                       | Promi-Umfrage Stormchaser                                                                             |
| 27    | 24.07.2012   | Jennifer Weist(Jennifer Rostock), Knacki Deuser, Kristian Kokol (Komiker) und Nicole Rüdiger (von Jungsheft) | Kristian Kokol, Jennifer Rostock | Thema: Sex, Interview mit Nelly Furtado, Interview mit Christina Perri, Promi-Umfrage Deutscher Humor |
| 28    | 31.07.2012   | Deichkind, Tim Bendzko und Michael Michalsky                                                                 | Tim Bendzko                      | Promi-Umfrage Mode, David Werker verbreitet gute Laune                                                |
| 29    | 07.08.2012   | Max Herre, Roman Lob, Dave Davis und Florian Zimmer                                                          | Roman Lob und Dave Davis         | Promi-Umfrage Urlaub, Zaubertricks von Magier Florian Zimmer                                          |

Staffel 3
| Folge | Ausstrahlung | Gäste                                                                                   | Auftritte             | Sonstiges |
| ----- | ------------ | --------------------------------------------------------------------------------------- | --------------------- | --- |
| 30    | 04.09.2012   | Henning Wehland, Konstantin Gropper und Jenke von Wilmsdorff                            | Cäthe                 | Themen: Urlaub und Soundtracks                                                                                                   |
| 31    | 11.09.2012   | Suzie Kerstgens, Alexander Fehling und Laura Nunziante                                  | Klee                  | Promi-Umfrage Liebesbriefe, Der perfekte Liebesbrief                                                                             |
| 32    | 18.09.2012   | Leslie Clio (Sängerin), Markus Rehm, Vanessa Low, Lilly Engel (Filmemacherin)           | Leslie Clio           | Promi-Umfrage Weltuntergang, Straßen-Umfrage Weltuntergang                                                                       |
| 33    | 25.09.2012   | René Marik, Nina Deißler und Attila Hildmann                                            | Animal Kingdom        | Promi-Umfrage Veganer, Flirttipps                                                                                                |
| 34    | 02.10.2012   | Jeanette Biedermann, Thore Schölermann und Franziska Kühne (Autorin)                    | Ewig                  | Thema: Einsamkeit, Promi-Umfrage Lustige Tweets                                                                                  |
| 35    | 09.10.2012   | Max Mutzke, Steffen Hallaschka und Markus Barth                                         | Max Mutzke            | Straßen-Umfrage Stadt oder Land                                                                                                  |
| 36    | 16.10.2012   | Frank Elstner, Mirjam Weichselbraun und Fatih Çevikkollu                                | Die Höchste Eisenbahn | Außenwette mit Andreas Bursche, Straßen-Umfrage Entschuldigungen, Promi-Umfrage Guter Moderator, Reaktion zum Friedensnobelpreis |
| 37    | 23.10.2012   | Claudia Roth, Max Riemelt und Y-Titty                                                   | Alice Francis         | Promi-Umfrage YouTube, Leben in WG                                                                                               |
| 38    | 30.10.2012   | Silbermond, Jonathan Schnitt (Autor) und Jochen Schliemann (1LIVE-Redakteur)            | -                     | Thema: US-Wahlkampf |
| 39    | 06.11.2012   | Jürgen Domian, Abdelkarim und Madsen                                                    | Madsen                | Dennis ruft an, Promi-Umfrage Rassismus                                                                                          |
| 40    | 13.11.2012   | Martin Klempnow, Moses Pelham, Elena Sohn (Liebeskummer-Expertin) und Vierkanttretlager | Vierkanttretlager     | Promi-Umfrage Liebeskummer |
| 41    | 20.11.2012   | Laura Karasek (Autorin), Michael Zühlke (Pornodarsteller) und The BossHoss              | The BossHoss          | Straßen-Umfrage Pornotitel |
| 42    | 27.11.2012   | Aylin Tezel, Ross Antony und Joscha Sauer                                               | Sizarr                | Straßen-Umfrage Nicht Lustige Witze                                                                                              |
| 43    | 04.12.2012   | Nora Tschirner (mit Band Prag), Bernhard Hoecker und Matt Sweetwood (Dokumentarfilmer)  | Prag                  | Promi-Umfrage Geräusche nachmachen, Bierschaum lesen                                                                             |
| 44    | 11.12.2012   | Das Bo, Ingo Pohlmann, Fahri Yardım und Sima Niroumand (Kommunikations-Designerin)      | Ingo Pohlmann         | Thema:Freundschaft, Promi-Umfrage Das Bo, Promi-Umfrage Freundschaft                                                             |
| 45    | 18.12.2012   | Marco Schreyl, Herr Sorge und Mike Litt                                                 | Lukas Graham          | Thema: Weihnachten, Promi-Umfrage Weihnachten                                                                                    |

## Trivia
- In Staffel 1 wurde die Sendung im 1 Live Salon im 1 Live Sendezentrum im Kölner Mediapark aufgezeichnet. Seit Staffel 2 wird die Sendung im Saal 1 des neuen 1 Live Hauses aufgezeichnet.
- Der Auftritt von Andreas Bourani und Tony Mono wurde noch einmal bei der 1 Live Krone 2011 aufgeführt.[8]
- Am 20. Dezember 2011[9], 28. August 2012[10] und am 8. Januar 2013[11] gab es jeweils eine Best of-Sendung.
- Am 13. März 2012 gab es ein Best of Tony Mono.[12]